# John Moeti
John Moeti (ur. 30 sierpnia 1967 w Soweto, zm. 6 lutego 2023) – południowoafrykański piłkarz grający na pozycji pomocnika. W reprezentacji Republiki Południowej Afryki rozegrał 29 meczów i strzelił 1 gola.

## Kariera klubowa
Karierę piłkarską Moeti rozpoczął w klubie Orlando Pirates z Johannesburga. W 1995 roku zadebiutował w jego barwach w pierwszej lidze RPA. Grał w nim do 1999 roku i z klubem tym wygrał Puchar Mistrzów w 1995 roku, Superpuchar Afryki w 1996 roku, Nedbank Cup w 1996 i MTN 8 w 1996. W latach 1999–2001 grał w Supersport United z Pretorii, w którym zakończył swoją karierę.

## Kariera reprezentacyjna
W reprezentacji Republiki Południowej Afryki Moeti zadebiutował w 1995 roku. W tym samym roku został powołany do kadry na Puchar Konfederacji, na którym zagrał w 3 meczach: z Czechami (2:2), ze Zjednoczonymi Emiratami Arabskimi (0:1) i z Urugwajem (3:4).
W swojej karierze Moeti dwukrotnie wystąpił w turnieju o Puchar Narodów Afryki. W 1996 roku podczas Pucharu Narodów Afryki 1996, który RPA wygrała, wystąpił w jednym meczu, półfinałowym z Ghaną (3:0). Z kolei w 1998 roku zagrał w 4 meczach Pucharze Narodów Afryki 1998: z Angolą (0:0 i czerwona kartka), ćwierćfinale z Marokiem (2:1), półfinale z Demokratyczną Republiką Konga (2:1) i finale z Egiptem (0:2). W kadrze narodowej od 1995 do 1999 roku rozegrał 29 meczów i strzelił 1 gola.